# Philippe Lebresne
Philippe Lebresne (29 luglio 1978) è un allenatore di calcio e calciatore francese, centrocampista del Villerupt Thil.

## Carriera
In carriera ha giocato 27 partite nelle coppe europee, di cui 25 per l'Europa League e 2 per la Coppa Intertoto, tutte con il Differdange 03.